# Zwroty R
Zwroty R (od ang. R-phrases, czyli risk phrases), zwroty ryzyka – dawniej stosowane oznaczenia na opakowaniu substancji chemicznej lub preparatu chemicznego mające na celu poinformowanie użytkownika o ryzyku wynikającym z korzystania i kontaktu z tą substancją lub tym preparatem. W roku 2015 na mocy rozporządzenia CLP (wdrażającego Globalnie Zharmonizowany System Klasyfikacji i Oznakowania Chemikaliów), zwroty R zostały zastąpione przez zwroty H.

## Status prawny
Zwroty R wprowadziło do polskiego prawodawstwa, zgodnie z zaleceniami dyrektywy 2001/59/WE, rozporządzenie Ministra Zdrowia z dnia 2 września 2003 roku, w ramach przedakcesyjnej harmonizacji prawnej.
20 stycznia 2009 roku, w efekcie wejścia w życie rozporządzenia CLP (wdrażającego Globalnie Zharmonizowany System Klasyfikacji i Oznakowania Chemikaliów), zwroty R zostały zastąpione przez zwroty H. Rozporządzenie CLP dopuściło przejściowe stosowanie, w określonych sytuacjach, zwrotów R do roku 2015.

## Podział
Substancje i preparaty dzieli się na:

### Wybuchowe – „E”
- R2 Zagrożenie wybuchem wskutek uderzenia, tarcia, kontaktu z ogniem lub innymi źródłami zapłonu.

Oznacza się: Substancje i preparaty wybuchowe z wyłączeniem substancji i preparatów wybuchowych, którym przypisuje się zwrot R3.
- R3 Skrajne zagrożenie wybuchem wskutek uderzenia, tarcia, kontaktu z ogniem lub innymi źródłami zapłonu.

Oznacza się: Substancje i preparaty szczególnie wrażliwe na ww. działanie, np. sole kwasu pikrynowego, PETN.

### Utleniające – „O”
- R7 Może spowodować pożar.

Oznacza się: Nadtlenki organiczne, które mają właściwości zapalne, nawet gdy nie pozostają w kontakcie z innymi materiałami palnymi.
- R8 Kontakt z materiałami zapalnymi może spowodować pożar.

Oznacza się: Inne utleniające substancje i preparaty, w tym nadtlenki nieorganiczne, które mogą spowodować pożar lub zwiększyć ryzyko pożaru w kontakcie z materiałem zapalnym.
- R9 Grozi wybuchem po zmieszaniu z materiałem zapalnym.

Oznacza się: Inne substancje i preparaty, w tym nadtlenki nieorganiczne, które stają się wybuchowe po zmieszaniu z materiałami zapalnymi, np. niektóre chlorany.

### Łatwopalne

#### Wysoce łatwopalne – „F”
Dla oznaczeń „F”:
- R11 Produkt wysoce łatwopalny.

Oznacza się: Substancje i preparaty w stanie stałym, które mogą łatwo zapalić się w wyniku krótkotrwałego kontaktu ze źródłem zapłonu i które mogą spalić się lub wypalić po usunięciu tego źródła oraz substancje i preparaty ciekłe o temperaturze zapłonu poniżej 21 °C, które nie są skrajnie łatwopalne.
- R15 W kontakcie z wodą uwalnia skrajnie łatwopalne gazy.

Oznacza się: Substancje i preparaty, które w kontakcie z wodą lub wilgotnym powietrzem uwalniają skrajnie łatwopalne gazy, w ilościach niebezpiecznych, z szybkością wynoszącą co najmniej 1 dm³/kg/godzinę.
- R17 Samorzutnie zapala się w powietrzu.

Oznacza się: Substancje i preparaty, które mogą rozgrzać się i w rezultacie zapalić w kontakcie z powietrzem w temperaturze otoczenia, bez jakiegokolwiek dostarczania energii.
Dla substancji oznaczonych jako łatwopalne:
- R10 Produkt łatwopalny.

Oznacza się: Substancje i preparaty w stanie ciekłym, o temperaturze zapłonu od 21 °C do 55 °C, przy czym preparatów o temperaturze zapłonu równej lub wyższej niż 21 °C i niższej lub równej 55 °C nie klasyfikuje się jako łatwopalnych, jeżeli nie mogą podtrzymać palenia oraz jeżeli nie stwarzają zagrożenia dla ich użytkowników i dla innych osób.

#### Skrajnie łatwopalne – „F+”
- R12 Produkt skrajnie łatwopalny.

Oznacza się: Substancje i preparaty ciekłe o temperaturze zapłonu poniżej 0 °C oraz temperaturze wrzenia (lub w przypadku zakresu temperatur wrzenia, temperaturze początku wrzenia) niższej lub równej 35 °C oraz substancje i preparaty w postaci gazu, palne w kontakcie z powietrzem przy ciśnieniu atmosferycznym i w temperaturze otoczenia.

#### Inne
Dla substancji z innymi właściwościami fizykochemicznymi:
- R1 Produkt wybuchowy w stanie suchym.

Oznacza się: W przypadku substancji i preparatów o właściwościach wybuchowych, wprowadzonych do sprzedaży w postaci roztworu lub w postaci mokrej, np. nitroceluloza z zawartością azotu większą niż 12,6%.
- R4 Tworzy łatwo wybuchające związki metaliczne.

Oznacza się: W przypadku substancji i preparatów, które mogą tworzyć łatwo wybuchające związki metaliczne, np. kwas pikrynowy, 2,4,6-trinitrorezorcynol (kwas styfninowy).
- R5 Ogrzanie grozi wybuchem.

Oznacza się: W przypadku termicznie nietrwałych substancji i preparatów, niezaklasyfikowanych jako wybuchowe, np. kwas chlorowy(VII) (kwas nadchlorowy) w stężeniu powyżej 50%.
- R6 Produkt wybuchowy z dostępem i bez dostępu powietrza.

Oznacza się: W przypadku substancji i preparatów, które są nietrwałe w temperaturze otoczenia, np. acetylen.
- R7 Może spowodować pożar.

Oznacza się: W przypadku substancji i preparatów reaktywnych chemicznie, np. fluor, ditionian(III) sodu (podsiarczyn sodu).
- R14 Reaguje gwałtownie z wodą.

Oznacza się: W przypadku substancji i preparatów, które reagują gwałtownie z wodą, np. chlorek acetylu, metale alkaliczne, tetrachlorek tytanu.
- R16 Produkt wybuchowy po zmieszaniu z substancjami utleniającymi.

Oznacza się: W przypadku substancji i preparatów, które reagują wybuchowo z czynnikiem utleniającym, np. fosfor czerwony.
- R18 Podczas stosowania mogą powstawać zapalne lub wybuchowe mieszaniny par z powietrzem.

Oznacza się: W przypadku preparatów niezaklasyfikowanych jako łatwopalne, które zawierają lotne składniki, łatwopalne w powietrzu.
- R19 Może tworzyć wybuchowe nadtlenki.

Oznacza się: W przypadku substancji i preparatów, które mogą tworzyć wybuchowe nadtlenki w czasie przechowywania, np. eter dietylowy, 1,4-dioksan.
- R30 Podczas stosowania może stać się wysoce łatwopalny.

Oznacza się: W przypadku preparatów niezaklasyfikowanych jako łatwopalne, które mogą stać się łatwopalne z powodu ubytku lotnych składników niemających właściwości łatwopalnych.
- R44 Zagrożenie wybuchem po ogrzaniu w zamkniętym pojemniku.

Oznacza się: W przypadku substancji i preparatów niezaklasyfikowanych jako wybuchowe, które mogą okazać się wybuchowe, jeżeli ogrzewane będą w zamkniętych pojemnikach. Na przykład pewne substancje, które mogą rozkładać się wybuchowo po podgrzaniu w zamkniętym stalowym bębnie, ale nie wykazują tego efektu, jeżeli zostaną ogrzane w pojemnikach o mniejszej wytrzymałości.

### Toksyczne – „T”
Dla oznaczeń „T”:
- R25 Działa toksycznie po połknięciu.

Oznacza się, gdy: DL50, droga pokarmowa, szczur: 25 < DL50 ≤ 200 mg/kg.
- R24 Działa toksycznie w kontakcie ze skórą.

Oznacza się, gdy:DL50 po naniesieniu na skórę, szczur lub królik: 50 < DL50 ≤ 400 mg/kg.
- R23 Działa toksycznie przez drogi oddechowe.

Oznacza się, gdy: CL50 po narażeniu inhalacyjnym na rozpylone ciecze lub pyły, szczur: 0,25 < CL50 ≤ 1 mg/dm³ przez 4 godziny.
CL50 po narażeniu inhalacyjnym na pary lub gazy, szczur: 0,5 < CL50 ≤ 2 mg/dm³ przez 4 godziny.
- R39 Zagraża powstaniem bardzo poważnych, nieodwracalnych zmian w stanie zdrowia.

Oznacza się:Przekonujący dowód, że nieodwracalne uszkodzenia, odmienne od skutków wymienionych w części 4, mogą być spowodowane przez jednorazowe narażenie odpowiednią drogą narażenia, szczególnie w wyżej wymienionym zakresie dawek i stężeń.
- R48 Stwarza poważne zagrożenie zdrowia człowieka w następstwie długotrwałego narażenia.

Oznacza się: Poważne uszkodzenia (wyraźne zaburzenia funkcjonalne lub zmiany morfologiczne, które mają znaczenie toksykologiczne) mogą być spowodowane przez powtarzane lub przedłużone narażenie odpowiednią drogą. Substancje i preparaty są zaklasyfikowane jako co najmniej toksyczne, kiedy poważne uszkodzenia są obserwowane na poziomie narażenia o jeden rząd wielkości niższym (dziesięć razy) od poziomu narażenia powodującego konieczność przypisania zwrotu R48 substancjom szkodliwym (pkt 2.3). W celu wskazania drogi podania/narażenia powodującego poważne zagrożenie zdrowia człowieka stosuje się jeden z następujących zwrotów łączonych: R48/23, R48/24, R48/25, R48/23/24, R48/23/25, R48/24/25, R48/23/24/25.
- R45 Może powodować raka.

Oznacza się: W przypadku substancji, które stwarzają ryzyko rakotwórczego działania.
- R49 Może powodować raka w następstwie narażenia drogą oddechową.
- R46 Może powodować dziedziczne wady genetyczne.

Oznacza się: Substancje, które rozpatruje się jako mutagenne dla człowieka.
- R60 Może upośledzać płodność.

Oznacza się: W przypadku substancji upośledzających rozwój potomstwa.
- R61 Może działać szkodliwie na dziecko w łonie matki.

#### Bardzo toksyczne – „T+”
Dla oznaczeń „T+”:
- R28 Działa bardzo toksycznie po połknięciu.

Oznacza się, gdy: DL50, droga pokarmowa, szczur: ≤ 25 mg/kg
- R27 Działa bardzo toksycznie w kontakcie ze skórą.

Oznacza się, gdy: DL50 po naniesieniu na skórę, szczur lub królik: ≤ 50 mg/kg
- R26 Działa bardzo toksycznie przez drogi oddechowe.

Oznacza się: CL50 po narażeniu inhalacyjnym na rozpylone ciecze lub pyły, szczur: ≤ 0,25 mg/dm³ przez 4 godziny.
- R39 Zagraża powstaniem bardzo poważnych, nieodwracalnych zmian w stanie zdrowia.

Oznacza się: Przekonujący dowód, że nieodwracalne skutki, odmienne od skutków wymienionych w części 4, mogą być spowodowane przez jednorazowe narażenie odpowiednią drogą w wyżej wymienionym zakresie dawek lub stężeń.

#### Szkodliwe – „Xn”
Dla oznaczeń „Xn”
- R22 Działa szkodliwie po połknięciu.

Oznacza się, gdy: DL50, droga pokarmowa, szczur: 200 < DL50 ≤ 2000 mg/kg
- - 100% szczurów przeżywa po podaniu substancji lub preparatu do

żołądka w dawce 50 mg/kg, ale obserwuje się wyraźne działanie
toksyczne w tej dawce w przypadku zastosowania metody ustalonej
dawki. Mniej niż 100% badanych szczurów przeżywa po podaniu do
żołądka substancji lub preparatu w dawce 500 mg/kg w przypadku
zastosowania procedury ustalonej dawki
- - Wysoka śmiertelność szczurów po podaniu drogą pokarmową

substancji lub preparatu w zakresie dawek od > 200 mg/kg do < 2000
mg/kg (interpretacja wyników badań według procedur określonych w
metodzie klas ostrej toksyczności).
- R21 Działa szkodliwie w kontakcie ze skórą.

Oznacza się, gdy: DL50 po naniesieniu na skórę, szczur lub królik: 400 < DL50 ≤ 2.000 mg/kg.
- R20 Działa szkodliwie przez drogi oddechowe.

Oznacza się, gdy: CL50 po narażeniu inhalacyjnym na rozpylone ciecze lub pyły, szczur: 1 < CL50 ≤ 5 mg/dm³ przez 4 godziny.
CL50 po narażeniu inhalacyjnym na pary i gazy, szczur: 2 < CL50 ≤ 20 mg/dm³ przez 4 godziny.
- R68 Możliwe ryzyko powstania nieodwracalnych zmian w stanie zdrowia.

Oznacza się: Przekonujący dowód, że nieodwracalne uszkodzenia odmienne od skutków wymienionych w części 4 mogą być spowodowane przez jednorazowe narażenie odpowiednią drogą podania, szczególnie w wyżej wymienionym zakresie dawek i stężeń.
- R48 Stwarza poważne zagrożenie zdrowia w następstwie długotrwałego narażenia.

Oznacza się:Poważne uszkodzenia (wyraźne zaburzenia funkcjonalne lub zmiany morfologiczne, które mają znaczenie toksykologiczne) występujące w następstwie powtarzanego lub przedłużonego narażenia odpowiednią drogą.
- R65 Działa szkodliwie; może powodować uszkodzenie płuc w przypadku połknięcia.

Oznacza się: Stosowany w przypadku ciekłych substancji i preparatów stwarzających ryzyko zachłyśnięcia z uwagi na niską lepkość.
- R40 Ograniczone dowody działania rakotwórczego.
- R42 Może powodować uczulenie w następstwie narażenia drogą oddechową.

Oznacza się: Jeżeli istnieją dowody, że substancje lub preparaty wywołują reakcje uczuleniowe w układzie oddechowym lub gdy istnieją pozytywne wyniki badań doświadczalnych na zwierzętach.
- R68 Możliwe ryzyko powstania nieodwracalnych zmian w stanie zdrowia.

Oznacza się: Substancje, dla których istnieją dowody pochodzące z odpowiednich badań mutagenności.
- R62 Możliwe ryzyko upośledzenia płodności.

Oznacza się: W przypadku substancji, które wzbudzają uwagę ze względu na możliwość szkodliwego działania na rozwój płodu.
- R63 Możliwe ryzyko szkodliwego działania na dziecko w łonie matki.

#### Żrące – „C”
Dla oznaczeń „C”:
- R35 Powoduje poważne oparzenia.

Oznacza się: Jeżeli substancja lub preparat aplikowane na zdrową, nieuszkodzoną skórę zwierzęcia spowodują zniszczenie tkanek skóry na całej grubości w wyniku narażenia trwającego do 3 minut lub jeżeli ten wynik można przewidzieć.
- R34 Powoduje oparzenia.

Oznacza się: Jeżeli substancja lub preparat naniesione na zdrową nieuszkodzoną skórę zwierzęcia spowodują zniszczenie tkanek skóry na całej grubości w wyniku narażenia trwającego do 4 godzin lub jeżeli ten wynik można przewidzieć.
Nadtlenki organiczne, z wyjątkiem tych, dla których istnieją dowody na brak takiego działania.

#### Drażniące – „Xi”
Dla oznaczeń „Xi”
- R38 Działa drażniąco na skórę.

Oznacza się: Jeżeli substancja lub preparat aplikowane na skórę królika, w czasie narażenia trwającego do 4 godzin, zgodnie z metodami zawartymi w przepisach wydanych na podstawie art. 24 ust. 2 pkt 1 ustawy, spowodują powstanie wyraźnego stanu zapalnego, który utrzymuje się przez co najmniej 24 godziny od zakończenia narażenia.
- R36 Działa drażniąco na oczy.

Oznacza się: Jeżeli substancja lub preparat aplikowane do worka spojówkowego oka zwierzęcia powodują wyraźne uszkodzenia, powstające w ciągu 72 godzin od momentu wkroplenia badanej substancji lub preparatu, utrzymujące się co najmniej przez 24 godziny.
- R41 Ryzyko poważnego uszkodzenia oczu.

Oznacza się: Jeżeli substancja lub preparat aplikowane do worka spojówkowego oka zwierzęcia powodują poważne uszkodzenia, powstające w ciągu 72 godzin od momentu wkroplenia badanej substancji lub preparatu, które utrzymują się co najmniej przez 24 godziny.
- R37 Działa drażniąco na drogi oddechowe.

Oznacza się: Substancje i preparaty, które wywierają poważne działanie drażniące na układ oddechowy; zwykle na podstawie obserwacji praktycznych u człowieka lub wyników odpowiednich badań na zwierzętach.
- R43 Może powodować uczulenie w kontakcie ze skórą.

Oznacza się: Jeżeli doświadczenie praktyczne wskazuje, że substancja lub preparat są w stanie wywołać reakcję uczuleniową u istotnej liczby osób w następstwie kontaktu ze skórą.

#### Niebezpieczne dla środowiska – „N”
Dla oznaczeń „N”:
- R50 – Działa bardzo toksycznie na organizmy wodne wraz z R53 – Może powodować długo utrzymujące się niekorzystne zmiany w środowisku wodnym.

Oznacza się: Zwroty przypisuje się, gdy toksyczność ostra wynosi 96 godzin CL50 (dla ryb) ≤ 1 mg/dm³ lub 48 godzin CE50 (dla rozwielitek) ≤ 1 mg/dm³ lub 72 godziny CI50 (dla glonów) ≤ 1 mg/dm³ i substancje lub preparaty nie ulegają łatwo rozkładowi lub log Pow (log współczynnika podziału oktanol-woda) ≥ 3,0 (chyba że oznaczony doświadczalnie BCF ≤100).
- R50 Działa bardzo toksycznie na organizmy wodne.

Oznacza się: Zwrot przypisuje się, gdy toksyczność ostra wynosi 96 godzin CL50 (dla ryb) ≤ 1 mg/dm³ lub 48 godzin CE50 (dla rozwielitek) ≤ 1 mg/dm³ lub 72 godziny CI50 (dla glonów) ≤ 1 mg/dm³.
- R51 – Działa toksycznie na organizmy wodne wraz z R53 – Może powodować długo utrzymujące się niekorzystne zmiany w środowisku wodnym.

Oznacza się: Zwroty przypisuje się, gdy toksyczność ostra wynosi 96 godzin CL50 (dla ryb): 1 mg/dm³ < CL50 ≤ 10 mg/dm³ lub 48 godzin CE50 (dla rozwielitek): 1 mg/dm³ < CE50 ≤ 10 mg/dm³ lub 72 godziny CI50 (dla glonów): 1 mg/dm³ < CI50 ≤ 10 mg/dm³ i substancje lub preparaty nie rozkładają się łatwo lub log Pow ≥ 3,0 (chyba że oznaczony doświadczalnie BCF ≤ 100).
- R52 – Działa szkodliwie na organizmy wodne wraz z R53 – Może powodować długo utrzymujące się niekorzystne zmiany w środowisku wodnym.

Oznacza się: Zwroty przypisuje się, gdy toksyczność ostra wynosi 96 godzin CL50 (dla ryb): 10 mg/dm³ < CL50 ≤ 100 mg/dm³ lub 48 godzin CE50 (dla rozwielitek): 10 mg/dm³ < CE50 ≤ 100 mg/dm³ lub 72 godziny CI50 (dla glonów): 10 mg/dm³ < CI50 ≤ 100 mg/dm³ i substancje lub preparaty trudno ulegają degradacji.
- R52 Działa szkodliwie na organizmy wodne.

Oznacza się: Zwrot przypisuje się substancjom i preparatom, które nie spełniają kryteriów uzasadniających przypisanie zwrotów R52 i R53, jednak na podstawie dostępnych danych na temat ich toksyczności mogą stwarzać zagrożenia dla struktur lub funkcjonowania ekosystemów wodnych.
- R53 Może powodować długo utrzymujące się niekorzystne zmiany w środowisku wodnym.

Oznacza się: Zwrot przypisuje się substancjom i preparatom niespełniającym kryteriów uzasadniających przypisanie zwrotów R52 i R53 lub R52, jednak na podstawie dostępnych danych na temat ich trwałości, możliwości kumulowania się oraz prognozowanych lub obserwowanych szlaków i przemian w środowisku mogą stwarzać zagrożenie przewlekłe lub opóźnione dla struktury lub funkcjonowania ekosystemów wodnych.
- R54 Działa toksycznie na rośliny.
- R55 Działa toksycznie na zwierzęta.
- R56 Działa toksycznie na organizmy glebowe.
- R57 Działa toksycznie na pszczoły.
- R58 Może powodować długo utrzymujące się niekorzystne zmiany w środowisku.

Oznacza się: Substancje i preparaty, które na podstawie dostępnych danych na temat ich działania toksycznego, trwałości, możliwości kumulowania się oraz prognozowanych lub obserwowanych szlaków i przemian w środowisku mogą stwarzać zagrożenie bezpośrednie, przewlekłe lub opóźnione dla struktur lub funkcjonowania ekosystemów naturalnych.
- R59 Stwarza zagrożenie dla warstwy ozonowej.

Oznacza się: Substancje i preparaty, które na podstawie dostępnych dowodów określających ich właściwości oraz prognozowane lub znane szlaki i zachowanie w środowisku mogą stwarzać zagrożenie dla struktury lub funkcji stratosferycznej warstwy ozonu.

#### Inne
Dla substancji o innych właściwościach toksycznych:
- R29 W kontakcie z wodą uwalnia toksyczne gazy.

Oznacza się: W przypadku substancji i preparatów, które w kontakcie z wodą lub wilgotnym powietrzem wydzielają bardzo toksyczne lub toksyczne gazy w ilościach potencjalnie niebezpiecznych dla zdrowia człowieka, np. fosforek glinu, pentasiarczek difosforu.
- R31 W kontakcie z kwasami uwalnia toksyczne gazy.

Oznacza się: W przypadku substancji i preparatów, które, reagując z kwasami, uwalniają toksyczne gazy w ilościach niebezpiecznych dla zdrowia człowieka, np. podchloryn sodu, polisiarczek baru. W przypadku substancji chemicznych stosowanych przez konsumentów użycie zwrotu S50 [nie mieszać z... (wyszczególnione przez producenta)], dotyczącego warunków bezpiecznego stosowania, wydaje się bardziej odpowiednie.
- R32 W kontakcie z kwasami uwalnia bardzo toksyczne gazy.

Oznacza się: W przypadku substancji i preparatów, które, reagując z kwasami, uwalniają bardzo toksyczne gazy w ilościach niebezpiecznych dla zdrowia człowieka, np. sole cyjanowodoru (cyjanki), azydek sodu. W przypadku substancji stosowanych przez konsumentów użycie zwrotu S50 [nie mieszać z... (wyszczególnione przez producenta)], dotyczącego warunków bezpiecznego stosowania, wydaje się bardziej odpowiednie.
- R33 Niebezpieczeństwo kumulacji w organizmie.

Oznacza się: W przypadku substancji i preparatów, które mogą kumulować się w organizmie człowieka oraz powodować pewne zaburzenia, które nie wystarczają do zastosowania dla tych substancji lub preparatów zwrotu R48.
- R64 Może oddziaływać szkodliwie na dzieci karmione piersią.

Oznacza się: W przypadku substancji i preparatów, które są wchłaniane w organizmach kobiet i mogą wpływać na laktację oraz mogą być obecne (także ich metabolity) w mleku, w ilościach wywołujących obawę o zdrowie dzieci karmionych piersią.
- R66 Powtarzające się narażenie może powodować wysuszanie lub pękanie skóry.

Oznacza się: W przypadku substancji i preparatów, które mogą powodować wysuszanie, złuszczanie lub pękanie skóry, nie spełniają jednak kryteriów pozwalających na przypisanie zwrotu R38. Zwrot przypisuje się na podstawie doświadczenia praktycznego związanego ze stosowaniem substancji lub preparatu lub przewidywanego takiego działania substancji lub preparatu.
- R67 Pary mogą wywoływać uczucie senności i zawroty głowy.

Oznacza się: W przypadku lotnych substancji i preparatów zawierających takie substancje, które mogą wywoływać wyraźne objawy hamowania ośrodkowego układu nerwowego w wyniku ich wdychania i które nie są zaklasyfikowane z przypisaniem zwrotów R20, R23, R26, R68/20, R39/23 i R39/26 z uwagi na ostre działanie inhalacyjne.
Substancje uczulające oznacza się „Xn” lub „Xi”. Substancje rakotwórcze, mutagenne i reprotoksyczne kategorii 1 i 2 oznacza się „T”, a kategorii 3 – „Xn”.

## Nota E
Przy substancjach klasyfikowanych jako substancje rakotwórcze, mutagenne lub działające szkodliwie na rozrodczość kategorii 1 i 2, jeżeli są jednocześnie klasyfikowane jako substancje silnie trujące, trujące lub szkodliwe umieszczona jest nota E. W przypadku tych substancji napisy przy zwrotach R20, R21, R22, R23, R24, R25, R26, R27, R28, R39, R40 lub R48 oraz zawierające je zwroty łączone poprzedzone są słowem „Również”.
np. R68/22 Możliwe ryzyko powstania nieodwracalnych zmian w stanie zdrowia. Również działa szkodliwie po połknięciu.

## Zestawienie
| Zwrot | Znaczenie |
| ----- | --- |
| R1    | Produkt wybuchowy w stanie suchym. |
| R2    | Zagrożenie wybuchem wskutek uderzenia, tarcia, kontaktu z ogniem lub innymi źródłami zapłonu.                                                                                               |
| R3    | Skrajne zagrożenie wybuchem wskutek uderzenia, tarcia, kontaktu z ogniem lub innymi źródłami zapłonu.                                                                                       |
| R4    | Tworzy łatwo wybuchające związki metaliczne. |
| R5    | Ogrzanie grozi wybuchem. |
| R6    | Produkt wybuchowy z dostępem i bez dostępu powietrza. |
| R7    | Może spowodować pożar. |
| R8    | Kontakt z materiałami zapalnymi może spowodować pożar. |
| R9    | Grozi wybuchem po zmieszaniu z materiałem zapalnym. |
| R10   | Produkt łatwopalny. |
| R11   | Produkt wysoce łatwopalny. |
| R12   | Produkt skrajnie łatwopalny. |
| R14   | Reaguje gwałtownie z wodą. (Może być łączony ze zwrotem R15, tj. R14/15.) |
| R15   | W kontakcie z wodą uwalnia skrajnie łatwopalne gazy. (Może być łączony ze zwrotem R29.) |
| R16   | Produkt wybuchowy po zmieszaniu z substancjami utleniającymi. |
| R17   | Samorzutnie zapala się w powietrzu. |
| R18   | Podczas stosowania mogą powstawać zapalne lub wybuchowe mieszaniny par z powietrzem. |
| R19   | Może tworzyć wybuchowe nadtlenki. |
| R20   | Działa szkodliwie przez drogi oddechowe. |
| R21   | Działa szkodliwie w kontakcie ze skórą. |
| R22   | Działa szkodliwie po połknięciu. |
| R23   | Działa toksycznie przez drogi oddechowe. |
| R24   | Działa toksycznie w kontakcie ze skórą. |
| R25   | Działa toksycznie po połknięciu. |
| R26   | Działa bardzo toksycznie przez drogi oddechowe. |
| R27   | Działa bardzo toksycznie w kontakcie ze skórą. |
| R28   | Działa bardzo toksycznie po połknięciu. |
| R29   | W kontakcie z wodą uwalnia toksyczne gazy. |
| R30   | Podczas stosowania może stać się wysoce łatwopalny. |
| R31   | W kontakcie z kwasami uwalnia toksyczne gazy. |
| R32   | W kontakcie z kwasami uwalnia bardzo toksyczne gazy. |
| R33   | Niebezpieczeństwo kumulacji w organizmie. |
| R34   | Powoduje oparzenia. |
| R35   | Powoduje poważne oparzenia. |
| R36   | Działa drażniąco na oczy. |
| R37   | Działa drażniąco na drogi oddechowe. |
| R38   | Działa drażniąco na skórę. |
| R39   | Zagraża powstaniem bardzo poważnych, nieodwracalnych zmian w stanie zdrowia. (Może być łączony ze zwrotami R23, R24, R25, R26, R27 i R28 w celu określenia drogi narażenia, np. R39/27/28.) |
| R40   | Ograniczone dowody działania rakotwórczego. |
| R41   | Ryzyko poważnego uszkodzenia oczu. |
| R42   | Może powodować uczulenie w następstwie narażenia drogą oddechową. |
| R43   | Może powodować uczulenie w kontakcie ze skórą. |
| R44   | Zagrożenie wybuchem po ogrzaniu w zamkniętym pojemniku. |
| R45   | Może powodować raka. |
| R46   | Może powodować dziedziczne wady genetyczne. (Substancje o udowodnionym działaniu mutagennym.)                                                                                               |
| R47   | Może powodować dziedziczne wady genetyczne. (Substancje, które rozpatruje się jako mutagenne.)                                                                                              |
| R48   | Stwarza poważne zagrożenie zdrowia człowieka w następstwie długotrwałego narażenia. (Może być łączony ze zwrotami R20, R21, R22, R23, R24 oraz R25.)                                        |
| R49   | Może powodować raka w następstwie narażenia drogą oddechową. |
| R50   | Działa bardzo toksycznie na organizmy wodne. |
| R51   | Działa toksycznie na organizmy wodne. |
| R52   | Działa szkodliwie na organizmy wodne. |
| R53   | Może powodować długo utrzymujące się niekorzystne zmiany w środowisku wodnym. |
| R54   | Działa toksycznie na rośliny. |
| R55   | Działa toksycznie na zwierzęta. |
| R56   | Działa toksycznie na organizmy glebowe. |
| R57   | Działa toksycznie na pszczoły. |
| R58   | Może powodować długo utrzymujące się niekorzystne zmiany w środowisku. |
| R59   | Stwarza zagrożenie dla warstwy ozonowej. |
| R60   | Może upośledzać płodność. |
| R61   | Może działać szkodliwie na dziecko w łonie matki. |
| R62   | Możliwe ryzyko upośledzenia płodności. |
| R63   | Możliwe ryzyko szkodliwego działania na dziecko w łonie matki. |
| R64   | Może oddziaływać szkodliwie na dzieci karmione piersią. |
| R65   | Działa szkodliwie; może powodować uszkodzenie płuc w przypadku połknięcia. |
| R66   | Powtarzające się narażenie może powodować wysuszanie lub pękanie skóry. |
| R67   | Pary mogą wywoływać uczucie senności i zawroty głowy. |
| R68   | Możliwe ryzyko powstania nieodwracalnych zmian w stanie zdrowia. (Może być łączony ze zwrotami R20, R21 oraz R22.)                                                                          |

Stosowane są również „Łączone zwroty R” stanowiące kombinacje wyżej wymienionych.
| Zwrot łączony | Znaczenie |
| ------------- | --- |
| R14/15        | Reaguje gwałtownie z wodą, uwalniając skrajnie łatwopalne gazy.                                                                                                   |
| R15/29        | W kontakcie z wodą uwalnia skrajnie łatwopalne, toksyczne gazy.                                                                                                   |
| R20/21        | Działa szkodliwie przez drogi oddechowe i w kontakcie ze skórą.                                                                                                   |
| R20/22        | Działa szkodliwie przez drogi oddechowe i po połknięciu. |
| R20/21/22     | Działa szkodliwie przez drogi oddechowe, w kontakcie ze skórą i po połknięciu.                                                                                    |
| R21/22        | Działa szkodliwie w kontakcie ze skórą i po połknięciu. |
| R23/24        | Działa toksycznie przez drogi oddechowe i w kontakcie ze skórą.                                                                                                   |
| R23/25        | Działa toksycznie przez drogi oddechowe i po połknięciu. |
| R23/24/25     | Działa toksycznie przez drogi oddechowe, w kontakcie ze skórą i po połknięciu.                                                                                    |
| R24/25        | Działa toksycznie w kontakcie ze skórą i po połknięciu. |
| R26/27        | Działa bardzo toksycznie przez drogi oddechowe i w kontakcie ze skórą.                                                                                            |
| R26/28        | Działa bardzo toksycznie przez drogi oddechowe i po połknięciu.                                                                                                   |
| R26/27/28     | Działa bardzo toksycznie przez drogi oddechowe, w kontakcie ze skórą i po połknięciu.                                                                             |
| R27/28        | Działa bardzo toksycznie w kontakcie ze skórą i po połknięciu. |
| R36/37        | Działa drażniąco na oczy i drogi oddechowe. |
| R36/38        | Działa drażniąco na oczy i skórę. |
| R36/37/38     | Działa drażniąco na oczy, drogi oddechowe i skórę. |
| R37/38        | Działa drażniąco na drogi oddechowe i skórę. |
| R39/23        | Działa toksycznie przez drogi oddechowe; zagraża powstaniem bardzo poważnych nieodwracalnych zmian w stanie zdrowia.                                              |
| R39/24        | Działa toksycznie w kontakcie ze skórą; zagraża powstaniem bardzo poważnych nieodwracalnych zmian w stanie zdrowia.                                               |
| R39/25        | Działa toksycznie po połknięciu; zagraża powstaniem bardzo poważnych nieodwracalnych zmian w stanie zdrowia.                                                      |
| R39/23/24     | Działa toksycznie przez drogi oddechowe i w kontakcie ze skórą; zagraża powstaniem bardzo poważnych nieodwracalnych zmian w stanie zdrowia.                       |
| R39/23/25     | Działa toksycznie przez drogi oddechowe i po połknięciu; zagraża powstaniem bardzo poważnych nieodwracalnych zmian w stanie zdrowia.                              |
| R39/24/25     | Działa toksycznie w kontakcie ze skórą i po połknięciu; zagraża powstaniem bardzo poważnych nieodwracalnych zmian w stanie zdrowia.                               |
| R39/23/24/25  | Działa toksycznie przez drogi oddechowe, w kontakcie ze skórą i po połknięciu; zagraża powstaniem bardzo poważnych nieodwracalnych zmian w stanie zdrowia.        |
| R39/26        | Działa bardzo toksycznie przez drogi oddechowe; zagraża powstaniem bardzo poważnych nieodwracalnych zmian w stanie zdrowia.                                       |
| R39/27        | Działa bardzo toksycznie w kontakcie ze skórą; zagraża powstaniem bardzo poważnych nieodwracalnych zmian w stanie zdrowia.                                        |
| R39/28        | Działa bardzo toksycznie po połknięciu; zagraża powstaniem bardzo poważnych nieodwracalnych zmian w stanie zdrowia.                                               |
| R39/26/27     | Działa bardzo toksycznie przez drogi oddechowe i w kontakcie ze skórą; zagraża powstaniem bardzo poważnych nieodwracalnych zmian w stanie zdrowia.                |
| R39/26/28     | Działa bardzo toksycznie przez drogi oddechowe i po połknięciu; zagraża powstaniem bardzo poważnych nieodwracalnych zmian w stanie zdrowia.                       |
| R39/27/28     | Działa bardzo toksycznie w kontakcie ze skórą i po połknięciu; zagraża powstaniem bardzo poważnych nieodwracalnych zmian w stanie zdrowia.                        |
| R39/26/27/28  | Działa bardzo toksycznie przez drogi oddechowe, w kontakcie ze skórą i po połknięciu; zagraża powstaniem bardzo poważnych nieodwracalnych zmian w stanie zdrowia. |
| R42/43        | Może powodować uczulenie w następstwie narażenia drogą oddechową i w kontakcie ze skórą.                                                                          |
| R48/20        | Działa szkodliwie przez drogi oddechowe; stwarza poważne zagrożenie zdrowia w następstwie długotrwałego narażenia.                                                |
| R48/21        | Działa szkodliwie w kontakcie ze skórą; stwarza poważne zagrożenie zdrowia w następstwie długotrwałego narażenia.                                                 |
| R48/22        | Działa szkodliwie po połknięciu; stwarza poważne zagrożenie zdrowia w następstwie długotrwałego narażenia.                                                        |
| R48/20/21     | Działa szkodliwie przez drogi oddechowe i w kontakcie ze skórą; stwarza poważne zagrożenie zdrowia w następstwie długotrwałego narażenia.                         |
| R48/20/22     | oddechowe i po połknięciu; stwarza poważne zagrożenie zdrowia w następstwie długotrwałego narażenia.                                                              |
| R48/21/22     | Działa szkodliwie w kontakcie ze skórą i po połknięciu; stwarza poważne zagrożenie zdrowia w następstwie długotrwałego narażenia.                                 |
| R48/20/21/22  | Działa szkodliwie przez drogi oddechowe, w kontakcie ze skórą i po połknięciu; stwarza poważne zagrożenie zdrowia w następstwie długotrwałego narażenia.          |
| R48/23        | Działa toksycznie przez drogi oddechowe; stwarza poważne zagrożenie zdrowia w następstwie długotrwałego narażenia.                                                |
| R48/24        | Działa toksycznie w kontakcie ze skórą; stwarza poważne zagrożenie zdrowia w następstwie długotrwałego narażenia.                                                 |
| R48/25        | Działa toksycznie po połknięciu; stwarza poważne zagrożenie zdrowia w następstwie długotrwałego narażenia.                                                        |
| R48/23/24     | Działa toksycznie przez drogi oddechowe i w kontakcie ze skórą; stwarza poważne zagrożenie zdrowia w następstwie długotrwałego narażenia.                         |
| R48/23/25     | Działa toksycznie przez drogi oddechowe i po połknięciu; stwarza poważne zagrożenie zdrowia w następstwie długotrwałego narażenia.                                |
| R48/24/25     | Działa toksycznie w kontakcie ze skórą i po połknięciu; stwarza poważne zagrożenie zdrowia w następstwie długotrwałego narażenia.                                 |
| R48/23/24/25  | Działa toksycznie przez drogi oddechowe, w kontakcie ze skórą i po połknięciu; stwarza poważne zagrożenie zdrowia w następstwie długotrwałego narażenia.          |
| R50/53        | Działa bardzo toksycznie na organizmy wodne; może powodować długo utrzymujące się niekorzystne zmiany w środowisku wodnym.                                        |
| R51/53        | Działa toksycznie na organizmy wodne; może powodować długo utrzymujące się niekorzystne zmiany w środowisku wodnym.                                               |
| R52/53        | Działa szkodliwie na organizmy wodne; może powodować długo utrzymujące się niekorzystne zmiany w środowisku wodnym.                                               |
| R68/20        | Działa szkodliwie przez drogi oddechowe; możliwe ryzyko powstania nieodwracalnych zmian w stanie zdrowia.                                                         |
| R68/21        | Działa szkodliwie w kontakcie ze skórą; możliwe ryzyko powstania nieodwracalnych zmian w stanie zdrowia.                                                          |
| R68/22        | Działa szkodliwie po połknięciu; możliwe ryzyko powstania nieodwracalnych zmian w stanie zdrowia.                                                                 |
| R68/20/21     | Działa szkodliwie przez drogi oddechowe i w kontakcie ze skórą; możliwe ryzyko powstania nieodwracalnych zmian w stanie zdrowia.                                  |
| R68/20/22     | Działa szkodliwie przez drogi oddechowe i po połknięciu; możliwe ryzyko powstania nieodwracalnych zmian w stanie zdrowia.                                         |
| R68/21/22     | Działa szkodliwie w kontakcie ze skórą i po połknięciu; możliwe ryzyko powstania nieodwracalnych zmian w stanie zdrowia.                                          |
| R68/20/21/22  | Działa szkodliwie przez drogi oddechowe, w kontakcie ze skórą i po połknięciu; możliwe ryzyko powstania nieodwracalnych zmian w stanie zdrowia.                   |